# Pontal do Peba
Pontal do Peba är en udde i Brasilien.   Den ligger i delstaten Alagoas, i den östra delen av landet, 1 400 km öster om huvudstaden Brasília.
Terrängen inåt land är platt. Havet är nära Pontal do Peba åt sydost. Trakten är glest befolkad. Närmaste större samhälle är Piaçabuçu, 17,6 km väster om Pontal do Peba.